# Credit
Credit is een financieel en boekhoudkundig begrip. Het komt van het Latijnse credere dat geloven of toevertrouwen betekent. Het is de tegenhanger van debet en wijst op een afname. Op het credit van een rekening boeken heet crediteren.
Op de balans van een entiteit is de creditzijde de rechterzijde. Hier staan de passiva, waaronder het geld dat de entiteit nog verschuldigd is aan zijn crediteuren.
In het dubbel boekhouden zijn de opbrengstenrekeningen typische creditrekeningen. De kosten worden erop gecrediteerd. Nochtans, wanneer een onderneming geld ontvangt als kapitaal of als een lening, wordt dat op het passief geboekt. Ook passivarekeningen zijn dus normaal creditrekeningen.
Als een bankrekening gecrediteerd wordt, bedoelt men dat er geld op komt. Dat is bekeken vanuit de boekhouding van de bank; in de boekhouding van de rekeninghouder wordt zijn rekening bank in feite gedebiteerd.  